# Војнић
Војнић је насељено мјесто и средиште истоимене општине на Кордуну, у Карловачкој жупанији, Република Хрватска.

## Географија
Војнић се налази око 25 km југоисточно од Карловца, недалеко од босанскохерцеговачке границе. До 1997. године Војнић је био дио Сисачко-мославачке жупаније. Кроз Војнић протиче река Радоња.

## Историја
На простору општине Војнић још у средњем веку постојала је општина Коларић у којој су сви становници били слободни сељаци. Титулу им је подарио угарски краљ Бела IV. Од настанка градића Војнића за време турских ратова, Војнић улази у састав Војне крајине. Имао је улогу одбрамбеног града према Босни којег су населили Срби у 17. вијеку.
Јача насељавања подручја Војнића извршена су у време трећег рата Аустрије с Турском, када је после Београдског мира (1739) Аустрија изгубила предјеле с десне стране Уне. Тада се велики број српских породица преселио у Банију, али их је доста стигло и у предио Војнића.
Почетком 20. века Војнић је село са православном парохијом у Будаштанском протопрезвитерату, у коју спадају и друга околна места: Јурга, Радоња, Кључар, Криваја, Кокирево, Живковић Коса и Кнежевић Коса. Парохију чини 1048 православних домова са 3226 православних Срба. У Војнићу је седиште политичке власти месне и котарске, ту су пошта и брзојав (телеграф), а од јавних здања српска православна црква и комунална школа.
Православно парохијско звање је основано и црквене матице се воде од 1778. године. Православни храм посвећен Вазнесењу Господњем грађен је 1822. године, а иконостас осликан 1852. године. Ту је и девет српских гробаља, парохија је прве класе са парохијским домом. Председник црквене општине 1905. године је Драгомир Косановић, а парох поп Игњатије Малобабић је протопрезвитер. Свештеник је родом из Славског поља, рођен 1844. године и у месту служи последњих 16 година.
Школа у Војнићу је комунална основна са једним здањем. У њој раде 1905. године Паја Рибар (који је и секретар црквене општине) и Анка Воркапић, са 460 редовних ђака и 115 у пофторној настави.
У Другом свјетском рату, током владавине НДХ, велики број Срба је убијен. Тако се између осталог 17. априла 1942. догодио масакр у православној цркви у Војнићу, када је 64 особе закључано у цркву која је затим спаљена. Такође је 351 становник Војнића убијен у логору Јасеновац.
Војнић се од распада Југославије до августа 1995. године налазио у Републици Српској Крајини. Током агресије на РСК у августу 1995. године хрватска војска заузела је Војнић протеравајући већинско српско становништво у граду и околини.

### Други свјетски рат
У срезу Војнић приређено је неколико масовних покоља. Из самог Војнића више од 100 Срба убијено је само једног дана 29. јула 1941. на месту званом „Змијин јарак" и то ударцима чекића. У овом селу нарочито је много страдала општина Крњак, где је било неколико масовни покоља. Само крајем јула 1941. поубијано је око 530 Срба из ове општине. Једног дана у лето 1941. године у Војнићу усташе су похапсиле око 400 људи, стрпале их у камионе и одвели до шуме зване „Лоскуња“, на путу Војнић-Тушиловић. Пошто су их избацили из камиона, наредили су боље обученима да се свуку, па су их затим побили ударајући их чекићем и крампом-будаком у главу. ,,Немогуће је описати пером или изрећи људским језиком грозоте и патње тих мученика. Спасење је било за онога ко је добио јачи ударац у главу од кога је одмах умро“. Најтеже је било за оне који су били теже рањени, јер су неколико дана страшно мучени, а били су чувани да не би ко покушао да их ослободи. После неколико дана неке су поубијали, а неке оставили да остану у најтежим мукама. Тада су успели да се спасу свештеник Јанко Ђ. Малобабић (парох у оближњој Рјеци) и још два земљорадника, који су побегли у оближњу шуму.
Велики број људи, жена и деце убијено је из среза Војнић, Вргинмост, Глина. Убијени су у селу Мехино Стијење, код Велике Кладуше, у срезу Цазин. По неким извештајима тамо је убијено између 10.000 и 12.000 Срба.
У близини Војнића у шуми званој „Радоња", у једном јарку нађено је око 1.000 лешева људи, жена и деце. Нарочито је падао у очи леш једне младе жене од 25 година који је леђима лежао на земљи. Жена је ножем заклана, обе су јој дојке ножем прободене, а на прсима јој је био леш једногодишњег мушког детета. ,,Руке детета биле су провучене кроз разрезане материне дојке“.
Србе су убијали свим могућим оружјем и оруђем. У шуму звану „Лускоња“ на путу између Војнића и Тушиловића, усташе су довеле око 400 Срба, „наредиле боље обученима да скину одела, па их све побили чекићем и будацима у главу“. Очевидац каже: „Немогуће је описати пером или изрећи људским језиком грозоте и патње тих мученика. Спасење је било за онога, који је добио јачи ударац у главу од кога је одмах умро, али су биле муке за оне мученике који су добили слабије ударце у главу, па су се неколико дана неисказано мучили, чувани од зликоваца, да не би случајно од кога били спашени."
У село Војишницу, срез Војнић, 29. јула 1941. године дошле су усташе из Загреба заједно са шефом загребачке полиције Владимиром Церовским „и кога су год од Срба нашли на путу, пред кућом или у кући тога су хватали и трпали у камионе“. Почетком августа усташе су наставиле хапшење Срба у Војнићу и околини“. ,,Већ рано у зору растурили су се по српским селима, пуцали и купили Србе.
Почетком маја 1942. године усташе су из села војнићког среза похапсиле и дотерале у двориште среског начелства у Војнићу око 5.000 људи, жена и деце.
Августа 1941. године у војничкој цркви било је затворено око 200 Срба из места и околине, где су толико злостављани и тучени да су неки од батина помрли. Свукли су их голе, батинама отерали у олтар и приморали да седну рукама налакћени на колена држећи се за главу. Тада су их немилосрдно тукли по целом телу кундацима, летвама од црквене ограде, чекићима црквеним свећњацима, копљима од рипида и барјака, црквеним књигама и иконама. После тога су их оставили да 2 дана леже на хладном бетону, затим пустили тобоже кућама, да бих их ускоро опет похватали.
У срезу Војнић попаљена су сасвим или делимично ова села: Окић, Војнић, Живковића Коса, Купљенско, Михољско и Крњак. Првог децембра 1941. године на путу од Карловца усташе су палиле српска села. Тада су страдала села Тушиловић и Брезова Глава „Куће су палили не употребљавајући нека посебна запаљива средства „већ шибицом, а потом је ватра са једне куће преношена на другу запаљеним сеном; то је било могуће, јер је уз сваку кућу био сењак“.
У срезу Војнић, порушену су и попаљене цркве у Доњем Будачком, Горњем Будачком, Широкој Реци, Вељуну, Перјасици, Војнићу, Повоју, Краку, Крстињу, Коларићу и Дуњаку. Нарочито је било свирепо спаљивање цркве у Коларићу са којом су спаљени и људи који су њој затворени а са њима и жене које су тим затвореницима донеле храну. „Те су људе свлачили голе и посипали их жеравицом и сви ти јадници изгубили су своје мукотрпне животе у најстрашнијим мукама“.

## Становништво
У Војнићу је 1991. године број Срба износио око 90%. Многи од њих су протерани у операцији Олуја 1995. године. Први од њих који су се вратили 1997. дочекани су демонстрацијама и антисрпским графитима. Ситуација је данас боља, и процјењује се да Срба има око 65%. У јануару 2007. године постављене су двије ћириличне табле и српска тробојка на зграду општине. Те табле су скинуте 2013. године, међутим убрзо су постављене нове.
Војнић је према попису из 2011. године имао 1.213 становника.

### Број становника по пописима
| Националност   | 2011. | 2001. | 1991. | 1981. | 1971. | 1961. | 1953. | 1948. | 1931. | 1921. | 1910. | 1900. | 1890. | 1880. | 1869. | 1857. |
| бр. становника | 1.213 | 1.156 | 1.204 | 1.120 | 981   | 743   | 732   | 488   | 441   | 509   | 511   | 476   | 406   | 337   | 355   | 336   |

### Национални састав
| Националност       | 2011. | 2001.        | 1991.          | 1981.        | 1971.        | 1961.        |
| Хрвати             |       | 872 (75,43%) | 51 (4,23%)     | 39 (3,48%)   | 72 (7,33%)   | 80 (10,76%)  |
| Срби               |       | 254 (21,97%) | 1.056 (87,70%) | 914 (81,60%) | 831 (84,70%) | 647 (87,07%) |
| Југословени        |       | —            | 30 (2,49%)     | 141 (12,58%) | 70 (7,13%)   | 8 (1,07%)    |
| остали и непознато |       | 30 (2,59%)   | 67 (5,56%)     | 26 (2,32%)   | 8 (0,81%)    | 8 (1,07%)    |
| Укупно             | 1.213 | 1.156        | 1.204          | 1.120        | 981          | 743          |

## Попис 1991.
На попису становништва 1991. године, насељено место Војнић је имало 1.204 становника, следећег националног састава:
| Попис 1991.‍   | Попис 1991.‍  | Попис 1991.‍ | Попис 1991.‍ | Попис 1991.‍ |
| ------------- | ------------ | ----------- | ----------- | ----------- |
|               |              |             |             |             |
| Срби          | Срби         |             | 1.056       | 87,70%      |
| Хрвати        | Хрвати       |             | 51          | 4,23%       |
| Југословени   | Југословени  |             | 30          | 2,49%       |
| Муслимани     | Муслимани    |             | 19          | 1,57%       |
| Албанци       | Албанци      |             | 5           | 0,41%       |
| Македонци     | Македонци    |             | 3           | 0,24%       |
| Мађари        | Мађари       |             | 1           | 0,08%       |
| неопредељени  | неопредељени |             | 14          | 1,16%       |
| непознато     | непознато    |             | 25          | 2,07%       |
| укупно: 1.204 |              |             |             |             |

## Привреда
Доминантна привредна грана је пољопривреда гдје је ратарство у функцији сточарства. Квалитетна шума је темељ дрвној индустрији, богате наслаге керамичке глине фабрици керамичких плочица. Од природних ресурса ту је још кварцни пијесак, чија налазишта се не користе и нису довољно истражена. Стратешки план развоја привреде општине Војнић темељи се управо на властитим природним ресурсима гдје је могућ развој руралног туризма, гдје би доминирао ловни туризам.

## Спорт
- НК Војнић '95
- ФК Петрова Гора